# Sabine Lautenschläger
Sabine Lautenschläger (Stoccarda, 3 giugno 1964) è una giurista tedesca, Membro del Comitato esecutivo della Banca Centrale Europea dal 2014 al 2019. In precedenza è stata Vice Presidente della Bundesbank tedesca dal 2011 al 2013.
Nel 2022, Lautenschläger è entrata a far parte dell'ufficio di Francoforte dello studio legale Covington come Senior Advisor.

## Biografia
Lautenschläger si è laureata con uno "Staatsexamen" presso l'Università di Bonn nel 1990.  Ha iniziato la carriera nel 1995 nella supervisione bancaria presso l'Ufficio federale di vigilanza bancaria, il predecessore dell'odierna Autorità federale di vigilanza finanziaria (BaFin) ed è stata membro del Comitato di Basilea per la vigilanza bancaria tra il 2008 e l'inizio del 2014.

### Vice presidente della Bundesbank, 2011–2013
Lautenschläger è stata nominata vice presidente della Bundesbank nel 2011, la prima donna a ricoprire tale carica. In tale veste, era responsabile della vigilanza bancaria e finanziaria. È stata anche membro del Comitato per la stabilità finanziaria del Sistema europeo di banche centrali tra il 2012 e l'inizio del 2014.
Durante la sua permanenza alla Bundesbank, Lautenschläger ha insistito affinché gli stress test della BCE sugli asset bancari fossero severi e credibili, chiedendo al contempo che il potenziale meccanismo di risoluzione bancaria della regione dell'euro avesse una solida base giuridica. È stata tra coloro che hanno messo in guardia sui potenziali conflitti di interesse quando la BCE ha la responsabilità sia della politica monetaria che della supervisione bancaria, e si è opposta al trattamento dei titoli di stato come attività prive di rischio sui libri delle banche.  Ha anche avvertito dei rischi di mantenere i tassi di interesse troppo bassi per troppo tempo.
In linea con il consiglio della Bundesbank, Lautenschläger si è costantemente opposta al piano di acquisto di obbligazioni della BCE, noto come "Outright Monetary Transactions" (OMT).

### Membro del Comitato esecutivo della BCE, 2014–2019
Lautenschläger è stata nominata dal governo tedesco membro del comitato esecutivo della Banca centrale europea nel dicembre 2013, subentrando a Jörg Asmussen.
A quel tempo, Claudia Maria Buch ed Elke König furono citate dai media tedeschi come alternative per quell'incarico. I governi della zona euro hanno subito pressioni da parte degli eurodeputati affinché nominassero una donna nel consiglio, che era stato composto esclusivamente da uomini dopo che l'austriaca Gertrude Tumpel-Gugerell se n'era andata a metà del 2011. A differenza del suo predecessore Jörg Asmussen, Lautenschläger non ha un partito alle spalle. La nomina di Lautenschläger è stata accolta con favore dai responsabili politici di tutto lo spettro politico. La sua candidatura è stata approvata dalla commissione per i problemi economici e monetari del Parlamento europeo il 13 gennaio e dall'assemblea plenaria del 16 gennaio. All'inizio, i commentatori hanno notato che l'esperienza normativa di Lautenschläger avrebbe potuto anche renderla un'opzione per il vicepresidente del consiglio di vigilanza della BCE, ruolo che deve essere ricoperto da un membro del consiglio esecutivo.
Dalla sua nomina a vicepresidente del consiglio di vigilanza nel febbraio 2014, Lautenschläger è stata, insieme alla presidente Danièle Nouy, anche responsabile del meccanismo di vigilanza unico (MVU). Rappresenta l'MVU nel Comitato di Basilea per la vigilanza bancaria.
All'inizio di settembre 2014, Danièle Nouy e Lautenschläger sono state citate dai media in vista dei risultati degli stress test radicali che hanno sondato i bilanci dei maggiori finanziatori dell'eurozona.
A novembre 2014, Lautenschläger ha segnalato che si sarebbe opposta all'acquisto da parte della BCE di titoli di stato dei paesi della zona euro a meno che non ci fosse una chiara minaccia di un persistente calo dei prezzi al consumo, contraddicendo così il precedente messaggio trasmesso dal presidente della BCE Mario Draghi e dal suo vice principale Vítor Constâncio per aumentare l'inflazione. Insieme al presidente della Bundesbank Jens Weidmann, ha successivamente guidato l'opposizione nel Consiglio direttivo contro la decisione del 22 gennaio 2015 di avviare l'acquisto di titoli su larga scala per riformare le economie dei paesi dell'area euro e aumentare la competitività. Ad aprile 2015, ha pubblicamente messo in dubbio l'efficacia del programma di acquisto di obbligazioni e ha anche avvertito che i bassi tassi di interesse potrebbero portare a bolle dei prezzi delle attività.
Nel novembre 2015, Lautenschläger ha nuovamente rotto con la normale etichetta per criticare pubblicamente lo schema di allentamento quantitativo della banca, affermando che una politica monetaria sempre più flessibile aveva i suoi limiti e che la stampa di denaro doveva ancora stabilizzare l'inflazione dei prezzi in calo, il suo obiettivo formale.
Nel settembre 2019, Lautenschläger ha lasciato il Comitato esecutivo della BCE. La BCE non ha spiegato perché Lautenschläger si fosse dimessa, anche se le speculazioni includono la sua opposizione alla politica monetaria accomodante, la fine del suo ruolo nel Consiglio di vigilanza e gli imminenti cambiamenti ai vertici della BCE.  È diventata il terzo membro del consiglio tedesco consecutivo a dimettersi prima della fine del mandato.